# Боб Грін (тенісист)
Боб Грін (англ. Bob Green; нар. 25 березня 1960) — колишній американський тенісист.
Найвищу одиночну позицію світового рейтингу — 39 місце досяг 17 грудня 1984, парну — 100 місце — 2 лютого 1987 року.
Здобув 1 парний титул.
Найвищим досягненням на турнірах Великого шолома було 4 коло в одиночному розряді.

## Фінали Гран-прі за кар'єру

### Парний розряд: 1 (1–0)
| Результат | W/L | Дата     | Турнір          | Покриття | Партнер     | Суперники                        | Рахунок       |
| --------- | --- | -------- | --------------- | -------- | ----------- | -------------------------------- | ------------- |
| Перемога  | 1–0 | Лип 1986 | Лівінгстон, США | Тверде   | Веллі Месур | Семмі Джаммалва, мол. Грег Голмс | 5–7, 6–4, 6–4 |